# ヨハンナ・テア・ステーゲ
ヨハンナ・テア・ステーゲ（Johanna ter Steege、1961年5月10日 - ）は、オランダ・オーファーアイセル州出身の女優である。

## 主な出演作品
- ザ・バニシング -消失- Spoorloos (1988)
- ゴッホ Vincent & Theo (1990)
- ギターはもう聞こえない J'entends plus la guitare (1991)
- 愛の誕生 La Naissance de l'amour (1993)
- 不滅の恋/ベートーヴェン Immortal Beloved (1994)
- レンブラントへの贈り物 Rembrandt (1999)
- 静かの海 Verder dan de maan (2003)
- サージェント・ペッパー ぼくの友だち Sergeant Pepper (2004)